# Videogiochi di Yoshi
Yoshi (ヨッシー?, Yosshī) è una serie di videogiochi a piattaforme e rompicapo nata come spin-off del franchise di Mario, pubblicata e prodotta dall'azienda di videogiochi giapponese Nintendo. I giochi sono stati sviluppati da diverse case di sviluppo, tra cui Nintendo, Game Freak, Intelligent Systems, Artoon e la sua successore Arzest, Good-Feel e Bullet-Proof Software. I videogiochi di Yoshi sono stati pubblicati per le console e le console portatili di Nintendo a partire dal Nintendo Entertainment System (NES) fino all'ottava generazione di console. Alcuni dei giochi per NES e Super Nintendo Entertainment System (SNES) sono stati riediti per il Game Boy Advance e/o per Virtual Console.
La serie ruota attorno a Yoshi, un immaginario dinosauro verde che ha debuttato nel videogioco per SNES del 1990 Super Mario World, dove può essere cavalcato da Mario e Luigi. Gli antagonisti della serie sono Baby Bowser, il giovane re dei Koopa, e Kamek, un Magikoopa che si prendeva cura di Bowser da piccolo.

## Videogiochi

### Serie principale
| Titolo | Dettagli |
| --- | --- |
| Super Mario World 2: Yoshi's Island Data di distribuzione originale: 5 agosto 1995 4 ottobre 1995 6 ottobre 1995 | Anno di pubblicazione: 1995 — Super Nintendo Entertainment System 2002 — Game Boy Advance 2007 — Wii U Virtual Console |
| Super Mario World 2: Yoshi's Island Data di distribuzione originale: 5 agosto 1995 4 ottobre 1995 6 ottobre 1995 | Note: - Noto in Giappone come Super Mario: Yoshi Island. - Il gioco è stato sviluppato da Nintendo. - È il primo videogioco a piattaforme della serie Yoshi. - È stato convertito per Game Boy Advance nel 2002. - Il porting per Game Boy Advance è stato ripubblicato per la Virtual Console su Wii U nel 2014. - La versione originale è stata inclusa nel Super NES Classic Edition. - È stato uno dei giochi per Super NES della selezione originale pubblicati nel 2019 per Nintendo Switch Online. |

- Yoshi's Story - Nintendo 64 - 1997
- Yoshi's Universal Gravitation - Game Boy Advance - 2004
- Yoshi Touch & Go - Nintendo DS - 2005
- Yoshi's Island DS - Nintendo DS - 2006
- Yoshi's New Island - Nintendo 3DS - 2014
- Yoshi's Woolly World - Wii U - 2015
- Yoshi's Crafted World - Nintendo Switch - 2019

### Spin-off
- Mario & Yoshi - NES, Game Boy - 1991
- Yoshi's Cookie - NES, Game Boy, SNES - 1992
- Yoshi's Safari - SNES - 1993
- Tetris Attack - SNES, Game Boy - 1995, 1996

### Videogiochi cancellati
- Yoshi Racing
- Yoshi Sample